# Rob Bourdon
Rob Bourdon (nascut el 20 de gener de 1979 a Calabasas, Califòrnia) és el bateria del grup de nu metal Linkin Park, i el més jove de la banda. Rob va començar a tocar la bateria quan tenia deu anys, després de conèixer Joey Kramer, el bateria d'Aerosmith. Va tocar en diferents bandes, una de les quals va ser Relative Degree, on va conèixer el futur membre de Linkin Park Brad Delson. Poc després va formar la banda Xero, juntament amb Mike Shinoda i Brad Delson, que acabaria esdevenint Linkin Park.